# Illustrowany przewodnik do Tatr, Pienin i Szczawnic
Illustrowany przewodnik do Tatr, Pienin i Szczawnic – przewodnik autorstwa Walerego Eljasza-Radzikowskiego, którego sześć wydań ukazało się w latach 1870–1907. Książka ta była drugim po Przewodniku w wycieczkach na Babią Górę, do Tatr i Pienin ks. Eugeniusza Janoty polskim przewodnikiem po Tatrach, a jednocześnie pierwszą tak obszerną pozycją.

## Pierwsze wydanie
Pierwsze wydanie Przewodnika ukazało się w 1870 r. Autor przy jego pisaniu korzystał z notatek i rysunków, które wykonywał podczas wycieczek w Tatry oraz ze studiów nad literaturą przedmiotu. Pomocą służył mu także ks. Eugeniusz Janota, od którego pochodzą poprawki i uzupełnienia, a także niewielkie fragmenty tekstu. Ostatecznej korekty książki dokonał przyjaciel autora Józef Ignacy Kraszewski, który wydrukował ją we własnej drukarni w Dreźnie. Przewodnik był bogato ilustrowany przez Walerego Eljasza-Radzikowskiego, zawierał mapę i jedną panoramę.
Książka oprócz typowych dla dzisiejszych przewodników opisów wycieczek zajmuje się szczegółowo przygotowaniami do wyprawy w góry, tj. doradza, jak się dostać pod Tatry i szczegółowo tę drogę opisuje, sugeruje wybór towarzyszy wycieczek, odpowiedniego stroju i jedzenia. Opisy wycieczek pełne są anegdotycznych dywagacji, obejmują stosunkowo niewielki teren. Autor bardziej skoncentrował się na Tatrach, Pieniny traktując mniej obszernie.

## Kolejne wydania

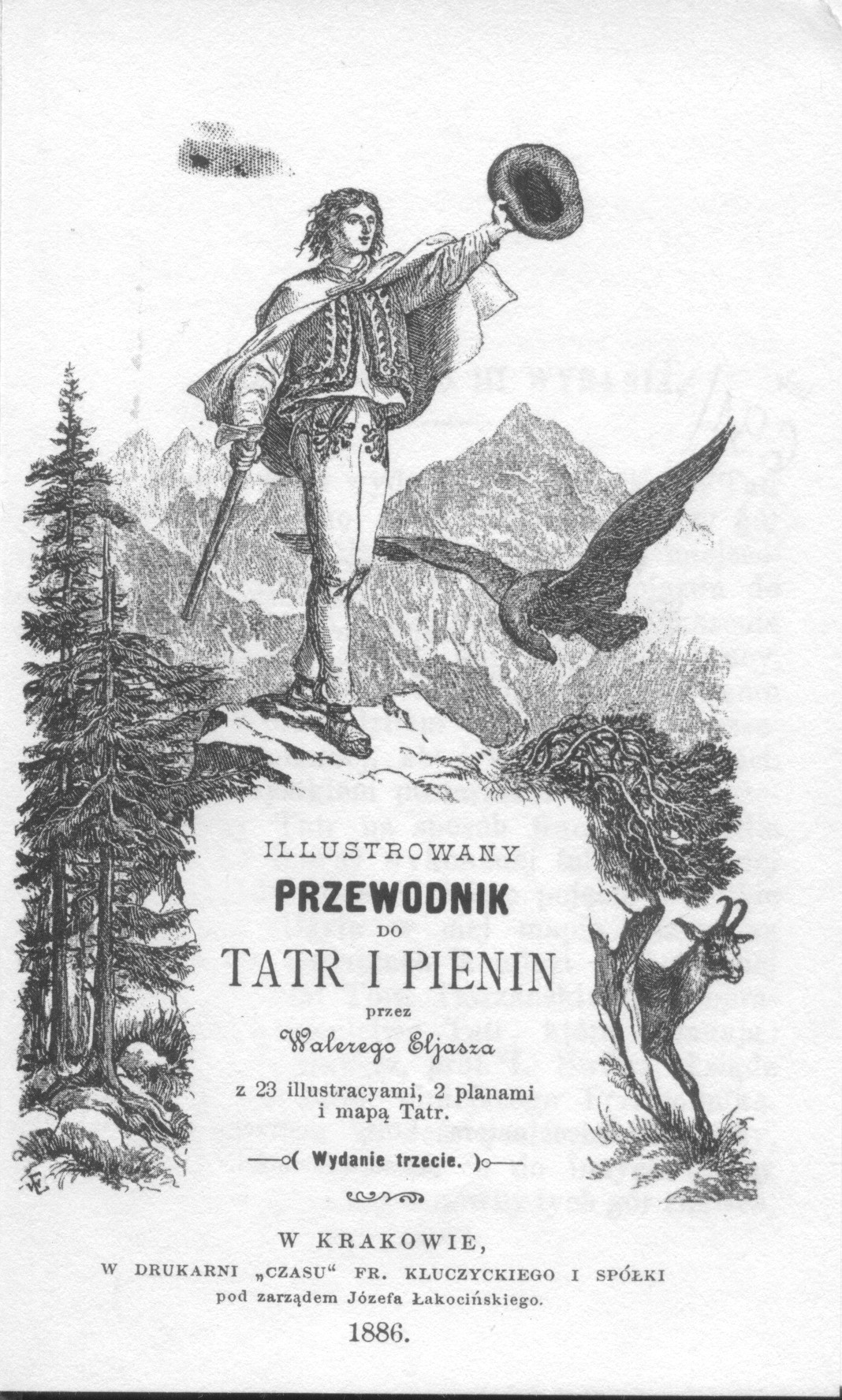
Strona tytułowa przewodnika po Tatrach i Pieninach z 1886.

Do kolejnych wydań Przewodnika Walery Eljasz-Radzikowski dodawał nowe treści. Żeby podkreślić wprowadzone zmiany, zmodyfikował pierwotny tytuł. Jego książka ukazywała się pod następującymi tytułami:
- wydanie 2: Nowy illustrowany przewodnik do Tatr i Pienin, Kraków 1881,
- wydanie 3: Illustrowany przewodnik do Tatr i Pienin, Kraków 1886,
- wydania 4, 5, 6: Illustrowany przewodnik do Tatr, Pienin i Szczawnic, Kraków 1891, 1896, 1900.

Od czasu, który dzielił pierwsze wydanie od kolejnych, coraz więcej osób zaczęło przyjeżdżać w Tatry i coraz bardziej wzrastała ich znajomość. Nastąpiło również tzw. „odkrycie Zakopanego”, które z małej nieznanej miejscowości stawało się ośrodkiem wypoczynkowym, turystycznym i uzdrowiskowym. Kolejna ważna zmianą było wybudowanie linii kolejowej łączącej Kraków z Zakopanem. Również autor intensywnie w tym czasie eksplorował góry. Wszystkie te przemiany znalazły odbicie w Przewodniku, który w kolejnych wydaniach zawierał coraz więcej treści, pojawiało się w nim coraz więcej ilustracji, panoram oraz opisów wycieczek. Radzikowski poświęcał coraz więcej miejsca Zakopanemu, rezygnując stopniowo z opisu dojazdu do niego. W jego książce pojawiły się także charakterystyki schronisk i schronów, które intensywnie wtedy w Tatrach powstawały. Opisy wycieczek obejmowały północną i południową stronę Tatr, przedstawiono w nich często nowe drogi dojścia na szczyty, zarzucając drogi tradycyjne. Autor posiłkował się przy tych opisach notatkami i uwagami swego syna Stanisława, który został również autorem rozdziału Pogląd na Tatry oraz redaktorem całej pozycji. W kolejnych wydaniach Przewodnik zawierał coraz mniej dygresji, zbliżając się kształtem do współczesnych nam przewodników. W ostatnim wydaniu zastosowano skalę metryczną, całkowicie zastępując stosowane wcześniej mile i stopy. Walery Eljasz-Radzikowski przygotowywał kolejne, siódme wydanie swego przewodnika, jednak przerwała je śmierć.